# 유데미
유데미(영어: Udemy, you + academy의 혼성어)는 2010년에 만들어진 미국의 온라인 교육 플랫폼이다. 2020년 1월을 기준으로 190개가 넘는 전세계 각국에서 접속한 5천만명이 넘는 강좌 수강생들과 57,000명의 강사들이 등록되었고 이들 중 2/3는 미국이 아닌 다른 나라에서 살고 있으며, 강좌는 65개 이상의 언어로 제공된다. 총합 15만개 이상의 강좌가 개설되어 있고 강좌 수강 등록 수는 3억을 넘는다. 수강생들은 보통 직업과 관련된 기술을 향상시키기 위해 수강을 신청하는 것으로 알려져 있다. 유데미의 본사는 샌프란시스코에 위치해 있고 덴버, 더블린, 앙카라, 상파울루, 구르가온에 지사가 있다.

## 역사
유데미 창업자인 에렌 발리 (튀르키예어: Eren Bali)는 2007년에 터키에 살고 있을 당시 가상학습교실 소프트웨어를 제작했다. 그는 자신이 개발한 플랫폼을 누구에게나 개방하여 참여를 이끌어낼 수 있을 가능성을 깨닫고 실리콘밸리로 건너가 2년 후 창업한 뒤 2010년 초에 옥타이 챨라르 (터키어:Oktay Çağlar)와 가간 비야니 (영어: Gagan Biyani)와 함께 유데미를 런칭했다. 이후 에렌 발리는 2014년에 포브스지의 "30세 이하 30명" 중의 한 명으로 선정되기도 했다. 2019년 2월 5일부터는 그레그 코카리 (영어: Gregg Coccari)가 최고경영자 직을 맡고 있다.

## 개요
유데미는 강사들이 자신의 분야에서 유료 또는 무료 온라인 강좌를 개설할 수 있도록 해주고 특히 동영상강좌에 특화되어 있으면서도 PPT, PDF, 오디오 파일, ZIP 역시 지원한다. 수강생들과 강사들이 온라인상으로 소통할 수 있는 창구도 마련되어 있다. 2015년에 유데미의 상위 10명 강사들이 달성한 수입은 1700만 달러를 상회했다.
유데미 iOS 앱이 최초로 만들어진 것은 2013년 4월이고 이후 안드로이드용으로도 출시되었다. 2020년 1월 11일에는 인도에서 유데미 앱이 안드로이드 부문에서 매출액 1위를 달성하기도 했다. 유데미는 온라인 공개수업 (MOOC) 플랫폼의 하나로, 개설된 강좌들의 다양함으로 잘 알려져 있다.